# Marie Cardinal
Marie Cardinal, ursprungligen Simone Odette Marie-Thérèse Cardinal, född 9 mars 1929 i Alger, Algeriet, död 9 maj 2001 i Valréas, Vaucluse, var en fransk författare.
Cardinal växte upp med sin mor i franska Algeriet. 1975 kom hon till Frankrike där hon jobbade som journalist och författare.